# Местное самоуправление в Германии
Местное самоуправление в Германии — система местных органов государственной власти в Германии, решающих вопросы местного значения.

## История

### Местное самоуправление во Втором рейхе и Веймарской республике (до 1933 года)
С XIX века до 1933 года в Германии существовали 2 системы органов местного самоуправления: 
- магистратская (magistratsverfassung), предусматривавшая наличие коллегиальных исполнительных органов местного самоуправления; действовала в Пруссии, Саксонии, Баварии, Брауншвейге, Ольденбурге. Городским собранием представителей и магистратом управлялись до 1933 года из крупных городов управлялись Берлин, Франкфурт-на-Майне, Бреслау, Мюнхен, Лейпциг. Городским собранием депутатов и избираемым им магистратом до 1933 года управлялся также Кёнигсберг - будущий Калининград, аналогично Восточная Пруссия в целом управлялась ландтагом провинции и избираемым им провинциальным комитетом;
- бургомистерская (bürgermeisterverfassung), предусматривавшая наличие единоличных исполнительных органов местного самоуправления, избиравшихся представительным органом города; действовала в Гессене, Анхальте, Пфальце, обеих Ройссах, обеих Шварцбургах, Вальдеке, Вюртемберге и Бадене. Городским собранием представителей и выборным им единоличным бургомистром из крупных городов управлялся Штутгарт.

11 марта 1850 года был принят Муниципальный кодекс Государства Пруссия (Gemeinde-Ordnung für den Preußischen Staat), учредивший общинные советы (gemeinderat), в качестве представительного органа, и общинные правления (gemeindevorstand), в качестве исполнительного органа, однако 24 мая 1853 года он был отменён, в Рейнской провинции был восстановлен муниципальный кодекс принятый 23 июля 1845 года, новеллизированный в 1856 году. Следом за этим в течение второй половины XIX века были приняты ряд муниципальных (для Вестфалии в 1856, восточных провинций в 1891, Шлезвиг-Гольштейн в 1892, Гессен-Нассау в 1897), городских (для восточных провинций в 1853 году, Вестфалии и Рейнской провинции в 1856, Шлезвиг-Гольштейна в 1869, Гессен-Нассау в 1897) и районных кодексов (для восточной провинции в 1872 году, Ганновера в 1884, Гессен-Нассау в 1885, Вестфалии в 1886, Рейнской провинции в 1887, Шлезвиг-Гольштейна в 1888), установившие следующую систему органов местного самоуправления:
- Первичный уровень
  - Общины (landgemeinde):
    - представительный орган общинное собрание (gemeindeversammlung), состоявшее из всех владельцев недвижимости в общине (в восточных провинциях) или налогоплательщиков (в западных провинциях)
    - исполнительную власть и решение вопросов общегосударственного значения в общине осуществлял единоличный неоплачиваемый староста[3][4][5][6][7];

  - Общины районного подчинения (amtsfreie gemeinde) (преобладали в западных провинциях, Рейнская провинция состояла исключительно из общин районного подчинения):
    - представительный орган — общинное представительство (gemeindevertretung), избиравшееся народом (в Рейнской провинции по трёхклассовой избирательной системе) по мажоритарной системе в 2 тура, при свободном втором туре, по единому многомандатному избирательному округу сроком на 6 лет, при ротации каждые 3 года трети общинных представителей, а с 1920 года по пропорциональной системе по единому многомандатному округу;
    - исполнительный орган — общинное правление (gemeindevorstand), состоявшее из:
      - оплачиваемого старосты (gemeindevorsteher, schulze, richter, dorfrichter, dorfvorsteher), назначавшегося общинным представительством сроком на 12 лет;
      - неоплачиваемых членов (schöffen, gerichtsmann, gerichtsgeschworen, dorfgeschworen), избиравшееся общинным представительством сроком на 6 лет по мажоритарной системе в 3 тура при ограниченных 2-м (4 кандидата) и 3-м турах (2 кандидата) турах;

  - Амты (amtsbezirk)
    - решение вопросов общегосударственного значения в амте осуществлял комитет амта (amtsausschuss), состоявший из старосты амта (amtsvorsteher), назначавшегося обер-президентом, и старост общин;

  - Города (stadtgemeinde):
    - представительный орган — городское собрание депутатов (stadtverordnetenversammlung, kollegium der bürgervorsteher, stadtältesten, stadtverordnetenkollegium, gemeinderat, städtischer ausschuss, Gemeindebevollmächtigtenkollegium), избиравшееся народом по трёхклассовому избирательному праву по мажоритарной системе в 2 тура, при свободном втором туре, по единому многомандатному округу сроком на 6 лет при ротации трети членов каждые 2 года (в городах провинциального подчинения по округам в 2 тура), а с 1920 года - по пропорциональной системе по единому многомандатному округу (в городах провинциального подчинения - по нескольким многомандатным округам), избиравшее из своего состава:
      - для ведения своих заседаний правление городских депутатов (stadtverordnetenvorstand), состоявшее из старосты городских депутатов, заместителей старосты городских депутатов, секретаря городских депутатов и заседателей городских депутатов

    - исполнительный орган — магистрат (magistrat), мог опротестовывать решения городского собрания представителей, состоял из:
      - оплачиваемых членов (камерера (kämmerer) (ведал финансами города), синдика (syndikus), школьного советника (schulrat) и строительного советника (baurat)) назначавшихся городским собранием депутатов сроком на 12 лет
      - неоплачиваемых членов (schöffen) (в Пруссии могли называться советниками (stadtrat), ратманами (ratmann), ратсгеррами (ratsherr), в прочих штатах также — сенаторы (senator), магистратские советники (magistratsrat)), избиравшихся городским собранием депутатов по мажоритарной системе сроком на 6 лет при ротации половины членов каждые 3 года по мажоритарной системе в 3 тура при ограниченных 2-м (4 кандидата) и 3-м турах (2 кандидата) турах[8][9][10];
      - председателем магистрата по должности является бургомистр или обер-бургомистр (в городах провинциального подчинения)

    - решение вопросов общегосударственного значения в городе осуществлял городской комитет (stadtausschuss), состоявший из:
      - бургомистра (bürgermeister, stadtschultheiss) (в Пруссии в городах провинциального подчинения — оплачиваемый обер-бургомистра (oberbürgermeister)) и  его помощника (beigeordneter) (в городах провинциального подчинения — бургомистром), назначавшихся королём (с 1920 года - правительством земли) по предложению магистрата сроком на 12 лет
      - членов, избиравшихся магистратом сроком на 6 лет при ротации половины членов каждые 3 года  по мажоритарной системе в 3 тура при ограниченных 2-м (4 кандидата) и 3-м турах (2 кандидата) турах;

  - Городские районы (ortsbezirk): во главе которого стоял неоплачиваемый староста района (bezirksvorsteher), избиравшийся городским собранием депутатов сроком на 6 лет из числа жителей городского района имеющего избирательные управа и утверждавшиеся магистратом (так Кёнигсберг делился на 36 округов каждый из которых возглавлялся старостой округа[11]);
- Базовый уровень
  - Районы (landkreis):
    - представительный орган — крейстаг (kreistag, distriktsrat, amtsversammlung, Bezirksversammlung) не более половины которого избиралось городскими собраниями представителей городов входящих в состав района, половина оставшихся - крупными землевладельцами, друга половина оставшихся (кроме Рейнской провинции) - избирательными собраниями (wahlmann), состоявшим из выборщиков, в свою очередь избираемых общинными собраниями или общинными представительствами, а в Рейнской провинции - собраниями сельских бургомистерских округов (landbürgermeistereiversammlung), состоявшим из крупных землевладельцев, старост общины и депутатов избранных общинными представительствами; Сроком полномочий крейстага был 6 лет при ротации половины членов каждые 3 года; с 1920 года избирался на основе всеобщего, равного и прямого избирательного права по пропорциональной системе по нескольким многомандатным округам;
      - председателем крейстага по должности является ландрат

    - решение вопросов общегосударственного значения и исполнительную властm в районе осуществля районный комитет (kreisausschuss), состоявший из:
      - ландрата, назначавшимся королём (с 1920 года - правительством земли) по предложению крейстага сроком на 12 лет , по должности являвшийся председателем районного комитета
      - неоплачиваемых членов, избиравшихся крейстагом сроком на 6 лет при ротации трети членов каждые 2 года по мажоритарной системе в 3 тура при ограниченных 2-м (4 кандидата) и 3-м турах (2 кандидата) турах[12][13][14][15][16][17];

  - Города провинциального подчинения (stadtkreis) — органы местного самоуправления аналогичны органам самоуправления города района подчинения;
  - С 1919 года - городские округа Берлина
    - представительный орган - собрание депутатов городского округа (bezirksversammlung);
    - исполнительный орган - управление округа (bezirksamt), каждое из которых состояло из бургомистра (bezirksbuergermeister) и членов[18].
- Региональный уровень
  - Округа (Regierungsbezirk)
    - решение вопросов общегосударственного значения в округах (regierungsbezirk) (только в Пруссии, Баварии, Саксонии, Вюртемберге, Бадене, Гессене) окружной комитет (bezirksausschuss), состоявший из:
      - регирунгс-президента, назначавшимся королём (с 1920 года - правительством земли), который по должности являлся председателем окружного комитета
      - членов избиравшихся провинциальным комитетом.

  - Провинции (provinz) (только в Пруссии):
    - представительный орган — ландтаг провинции (provinziallandtag), избирался крейстагами по мажоритарной системе в 2 тура сроком на 6 лет при ротации трети членов каждые 2 года, а с 1920 года избиравшийся народом по пропорциональной системе[19][20][21] по многомандатным округам, которыми являются районы и города провинциального подчинения;
      - для ведения своих заседаний ландтаг провинции избирает председателя

    - исполнительный орган — провинциальный комитет, состоявший из:
      - оплачиваемого директора (landesdirektor), называемого обычно ландесхауптманом (landeshauptmann), избиравшегося ландтагом провинции на срок не менее чем на 6 и не более чем на 12 лет
      - неоплачиваемых членов провинциальных комитетов, избиравшихся ландтагом провинции сроком на 6 лет при ротации половины каждые 3 года по мажоритарной системе в 3 тура при ограниченных 2-м (4 кандидата) и 3-м турах (2 кандидата) турах[22][23][24][25][26].
      - председатель провинциального комитета и его заместители избираются ландтагом провинции

    - решение вопросов общегосударственного значения в провинции осуществлял провинциальный совет (provinzialrat), состоявший из:
      - обер-президента, назначавшимся королём (с 1920 года - правительством земли), который по должности являлся председателем провинциального совета
      - членов, избиравшихся ландтагом провинции сроком на 6 лет при ротации половины членов каждые 3 года по мажоритарной системе в 3 тура при ограниченных 2-м (4 кандидата) и 3-м турах (2 кандидата) турах;

### Местная государственная власть в Третьем рейхе (1933—1945)
В 1935 году муниципальные кодексы Пруссии и других земель были отменены вместо них был введён Немецкий муниципальный кодекс, согласно которому городские собрания депутатов упразднены, также полномочия ландтагов провинции, округов и крейстагов перешли соответственно провинциальным комитетам, окружным комитетам и районным комитетам, а позднее они были упразднены, была установлена следующая система местных органов государственной власти:.
- Первый уровень
  - Община: возглавлялась неоплачиваемым старостой избиравшимся общинным сходом и утверждавшимся ландратом
- Второй уровень
  - Волость: возглавлялась оплачиваемым волостным старостой, назначавшимся ландратом
  - Город: возглавлялся оплачиваемым бургомистром, назначавшимся регирунгс-президентом, при котором действовали первый помощник бургомистра, оплачиваемые помощники (советники) и консультативный совет общины (gemeinderat) (в большинстве городов назывался магистратом (magistrat)), состоявший из ратсгерров, назначавшихся бургомистром
  - Общины районного подчинения: возглавлялись оплачиваемыми старостами, назначавшимися ландратами, при котором действовал консультативный совет общины (в большинстве общин назывался общинным представительством), состоявший из ратсгерров, назначавшихся старостой
- Третий уровень
  - Район: возглавлялся ландратом, назначавшимся обер-президентом
  - Город земельного подчинения: возглавлялся оплачиваемым обер-бургомистром, назначавшийся обер-президентом, наместником, обер-бургомистры городов имевших более 100 000 жителей назначались министром внутренних дел, при котором действовали оплачиваемые бургомистр и помощники (советники) и консультативный совет общины, назначавшийся обер-бургомистр
- Четвёртый уровень
  - Округ: возглавлялся регирунг-президентом, назначавшимся канцлером
- Пятый уровень
  - Провинция, земля, рейхсгау: возглавлялась обер-президентом или наместником, назначавшимися канцлером

### Местное самоуправление в ранней ГДР (1949—1952)
В 1946 году в 5 восточно-немецких землях были изданы демократические районные кодексы и демократические муниципальные кодексы, несколько модифицировавшие магистратско-комитетскую систему:
- общинные правления стали называться — советы общин, магистраты — советы городов, районные комитеты — советы районов;
- были созданы правления общинных представительств, правления крейстагов, должности председателей общинных представительств и председателей крейстагов;
- в отличие от модифицированного западно-немецкого варианта магистратско-комитетской системы положение исполнительных органов местного самоуправления с одной стороны было ослаблено в пользу представительных - они лишились права опротестовывать решения представительных органов, была введена ответственность советов общин, городов и районов перед общинными представительствами, городскими собраниями представителей и крейстагами, но было усилено с другой стороны - на уровне общин, города и районов был введён позитивный вотум недоверия.

Модифицированный восточно-немецкий вариант магистратской системы вытеснил бургомистерско-ландратскую систему из Тюрингии и бывшего Анхальта
Была установлена следующая система органов местного самоуправления:
- Первичный уровень:
  - Общины (landgemeinde):
    - представительный орган — общинное представительство (gemeindevertratung) (в мелких общинах — общинный сход (gemeindeversammlung), состоявшее из всех избирателей общины), состоявшее из общинных представителей (gemeindevertreter), избиравшихся народом по партийным спискам сроком на 4 года, избиравшее:
      - для подготовки решений комитеты общинного представительства
      - для ведения своих заседаний правление общинного представительства (vorstand der gemeindevertretung) (председателем общинного схода являлся староста), состоящее из председателя общинного представительства (vorsitzenden der gemeindevertretung), заместителей председателя общинного представительств, секретаря общинного представительства и членов правления общинного представительства;

    - исполнительный орган — совет общины (gemeinderat), состоявший из:
      - неоплачиваемых советников общины (gemeinderat), избиравшихся по пропорциональной системе общинным представительством сроком на 4 года
      - оплачиваемых советников общины, старосты и заместителей старосты, назначавшихся общинным представительством сроком на 4 года[30];

  - Города (stadtgemeinde):
    - представительный орган — городское собрание депутатов (stadtverordnetenversammlung), состоявшая из городских депутатов (stadtverordneter), избиравшихся народом по партийным спискам сроком на 4 года, избиравшее из своего состава:
      - для подготовки своих решений комитеты городских депутатов
      - для ведения своих заседаний правление городского собрания депутатов (vorstand der stadtverordnetenversammnlung), состоявшее из председателя городского собрания депутатов (vorsitzender der stadtverordnetenversammlung), заместителей старосты городских депутатов, секретаря городских депутатов и членов правления городских депутатов;

    - исполнительный орган — совет города (stadtrat), состоявший из:
      - неоплачиваемых советников (stadtrat), избиравшихся по пропорциональной системе городским собранием депутатов сроком на 4 года
      - оплачиваемых советников города, бургомистра (bürgermeister) и заместителя бургомистра (stellvertreter des bürgermeisters), избиравшихся городским собранием депутатов сроком на 4 года;
- Базовый уровень:
  - Районы (landkreis):
    - представительный орган — крейстаг (kreistag), состоявший из членов крейстага (mitglied des kreistages), избиравшихся народом по партийным спискам сроком на 4 года, избиравший из своего состава:
      - для подготовки своих решений комитеты крейстага;
      - для ведения своих заседаний правление крейстага (vorstand des kreistages), состоявшее из председателя крейстага (vorsitzender des kreistages), заместителя председателя крейстага, секретаря крейстага и заседателей правления крейстага;

    - исполнительный орган — совет района (kreisrat), состоявший из:
      - неоплачиваемых советников района (kreisrat), избиравшихся по пропорциональной системе крейстагом сроком на 4 года
      - оплачиваемых советников района, ландрата (landrat) и заместителей ландрата (stellvertreter des landrats), назначавшихся крейстагом сроком на 4 года[31][32][33];

  - Города земельного подчинения (stadtkreis) — органы местного самоуправления аналогичны органам самоуправления города района подчинения;
  - Городские районы Берлина (verwaltungsbezirk):
    - представительный орган — собрание депутатов городского района (bezirksverordnetenversammlung), состоявшее из районных депутатов (bezirksverordneter), избиравшихся народом по партийным спискам сроком на 4 года, избиравшее из своего состава:
      - для подготовки своих решений комитеты районных депутатов
      - для ведения своих заседаний правление районных депутатов, состоявшее из старосты районных депутатов (bezirksverordnetenvorsteher), заместителей старосты районных депутатов, секретаря районных депутатов и заседателей правления районных депутатов

    - исполнительный орган — районная управа (bezirksamt), состоявшая из:
      - неоплачиваемых советников района (bezirksstadtrat);
      - оплачиваемых советников района, первого советника района (erste bezirksstadtrat) и районного бургомистра (bezirksbürgermeister)[34].

### Местное самоуправление и местная государственная власть в ранней ФРГ: Гессен, Шлезвиг-Гольштейн, Бремен, Берлин
Принятые в Гессене и Шлезвиг-Гольштейне муниципальные и районные кодексы, конституции Берлина и Бремерхафена несколько модернизировали прежнюю магистратскую систему в городах и перестроили в соответствии с ней систему органов местного самоуправления в районах и сельских общинах:
- были введены должности председателя общинного представительства и председателя крейстага;
- созданы правления общинных представительств и правления крейстагов;
- созданы комитеты (в том числе главные комитеты) общинных представительств, городских собраний депутатов и крейстагов
- окончательно упразднены городские комитеты
- ландраты, обер-бургомистры, бургомистры и старосты исключительно титулами председателей коллегиальных исполнительных органов местного самоуправления и стали избираться представительными органами местного самоуправления без утверждения вышестоящих властей;
- были разделены должности первого советника общины или города и должности заместителей бургомистра (в городах земельного подчинения должности бургомистра);
- должности присяжных общины были переименованы в советников общины, должности членов районных комитетов в советников района.

Сама магистратско-комитетская система вытеснила бургомистерско-ландратскую из Гессена, Бремена и северной части Рейнланда. Таким образом была установлена следующая система органов местного самоуправления:
- Первичный уровень
  - Общины:
    - представительный орган — общинное представительство (Gemeindevertretung) (в мелких общинах — общинный сход (Gemeindeversammlung)), состоявший из общинных представителей (Gemeindevertreter), избиравшихся народом по пропорциональной системе сроком на 4 года, избиравшее их своего состава:
      - для подготовки решений комитеты (главный комитет, финансовый комитет и др.), каждый из которых состоял из председателя, заместителей председателя, секретаря и членов;
      - для ведения своих заседаний правление общинного представительства (Vorstand der Gemeindevertretung), состоящее из председателя общинного представительства (Vorsitzender der Gemeindevertretung), заместителей председателя общинного представительства, секретаря общинного представительства и заседателей правления общинного представительства

    - исполнительный орган — общинное правление (Gemeindevorstand), состояло из:
      - неоплачиваемых советников общины (Gemeinderat), избиравшееся общинным представительством по пропорциональной системе из своего состава (Шлезвиг-Гольштейн) или из лиц со стороны (Гессен) сроком на 4 года;
      - оплачиваемых советников общины, первого советника общины (Erste Gemeinderat), заместителей старосты и старосты (Gemeindevorsteher) (ведал также финансами общины), назначавшихся общинным представительством по мажоритарной системе сроком на 12 лет

    - решение вопросов общегосударственного значения в общине осуществлял староста

  - Города:
    - представительный орган — городское собрание депутатов (Stadtverordnetenversammlung), состоявший из городских депутатов (Stadtverordneter), избиравшихся народом по пропорциональной системе сроком на 4 года, избиравшее из своего состава:
      - для подготовки своих решений комитеты (главный комитет, финансовый комитет и др.), каждый из которых состоял из председателя, заместителя председателя, секретаря и членов;
      - для ведения своих заседаний правление городских депутатов (Stadtverordnetenvorstand), состоявшее из старосты городских депутатов (Stadtverordnetenvorsteher), заместителей старосты городских депутатов, секретаря городских депутатов и заседателей правления городских депутатов

    - исполнительный орган — магистрат (Magistrat), мог опротестовывать решения городского собрания представителей, состоял из:
      - неоплачиваемых советников (Stadtrat), избиравшихся городских собранием депутатов по пропорциональной системе[35] из своего состава (Шлезвиг-Гольштейн) или из лиц со стороны (Гессен) сроком на 4 года;
      - оплачиваемых советников (камерира, школьного советника и строительного советника), первого советника (Erste Stadtrat) (в городах земельного подчинения — бургомистра), заместителей бургомистра и бургомистра (Bürgermeister) (в городах земельного подчинения — обер-бургомистра (Oberbürgermeister)), избиравшихся городским собранием депутатов по мажоритарной системе[35] сроком на 12 лет

    - решение вопросов общегосударственного значения в городах осуществлял бургомистр
- Базовый уровень
  - Районы:
    - представительный орган — крейстаг (Kreistag), состоявший из депутатов крейстага (Kreistagsabgeordneter), избиравшиеся народом по пропорциональной системе сроком на 4 года, избиравшее из своего состава:
      - для подготовки решений комитеты (главный комитет, комитет финансов и др.), каждый из которых состоял из председателя, заместителей председателя, секретаря и членов;
      - для ведения своих заседаний правление крейстага (Kreistagsvorstand), состоявшее из председателя крейстага (Kreistagsvorsitzender) и заместителей председателя крейстага, секретаря крейстага и заседателей правления крейстага

    - исполнительную власть и решение общегосударственных вопросов в районе осуществлял районный комитет (Kreisausschuss), состоявший из:
      - неоплачиваемых советников района (Kreisrat), избиравшихся крейстагом по пропорциональной системе из своего состава (Шлезвиг-Гольштейн) или из лиц со стороны (Гессен) сроком на 4 года;
      - оплачиваемых районных советников, первого районного советника (Erste Kreisrat), заместителей ландрата и ландрата (Landrat) (ведал также районными финансами), избиравшихся  крейстагом по мажоритарной системе сроком на 12 лет

  - Города земельного подчинения — органы местного самоуправления аналогичны органам самоуправления города района подчинения
  - Городские районы Берлина:
    - представительный орган — районное собрание депутатов (Bezirksverordnetenversammlung), состоявшее из районных депутатов (Bezirksverordneter), избиравшихся народом по пропорциональной системе сроком на 4 года, избиравшие из своего состава:
      - для подготовки решений комитеты, каждый из которых состоял из председателя, заместителей председателя, секретаря и членов;
      - для ведения своих заседаний правление районных депутатов (Bezirksverordnetenvorstand), состоявшее из старосты районных депутатов (Bezirksverordnetenvorsteher), заместителей старосты районных депутатов, секретаря районных депутатов и заседателей правления районных депутатов

    - исполнительный орган — районная управа (Bezirksamt), состоявшая из:
      - неоплачиваемых советников района (Bezirksstadtrat), избиравшихся районным собранием депутатов по пропорциональной системе сроком на 4 года;
      - оплачиваемых советников района, первого советника района (Erste Bezirksstadtrat) и бургомистра района (Bezirksbürgermeister) (ведал также финансами района), избиравшихся районным собранием депутатов по мажоритарной системе сроком на 12 лет[36][37][37][38][39][40].
- Региональный уровень
  - Решение общегосударственных вопросов в округе осуществлял регирунгс-президент.

### Местное самоуправление в ранней ФРГ: Нижняя Саксония и Северный Рейн-Вестфалия
Принятые в 1956 году Нижнесаксонский муниципальный кодекс и Нижнесаксонский районный кодекс и принятый в тот же период Муниципальный кодекс Северного Рейна-Вестфалии, объединивший магистраты и правления городских депутатов с главным комитетом городских депутатов, аналогично общинные правления и правления общинных представительства с главным комитетом общинного правления, правления и главные комитеты крейстагов с районными комитетами, в городах земельного подчинения должность камерира была объединена с должностью первого советника города, фактически были сохранены должности председателей общинных представительств, городских собраний депутатов и крейстагов. Таким образом была выстроена следующая система органов местного самоуправления:
- Первичный уровень
  - Общины:
    - представительный орган — совет (rat) (во многих общинах назывался общинным представительством), состоявший из ратсгерров (ratsherr) (во многих общинах назывались общинными представителями), избиравшихся народом по пропорциональной системе сроком на 4 года, избиравший из своего состава:
      - для подготовки своих решений комитеты (финансовый комитет и др.), каждый из которых состоял из председателя, заместителя председателя, секретаря и членов, кроме административного комитета, председателем которого был директор общины, в который также входил бургомистр и заместители бургомистра (в многих общинах назывались заместителями председателя общинного представительства), и который был консультативным органом при директоре
      - для ведения своих заседаний бургомистра (во многих общинах назывался председателем общинного представительства),

    - исполнительный орган — оплачиваемый директор общины (во многих общинах назывался старостой), избиравшийся советом из своего состава (Нижняя Саксония) или из лиц извне (Северный Рейн-Вестфалия) при котором действовали заместители директора общины (во многих общинах назывались заместителями бургомистра), первый советник общины и советники общины;

  - Города:
    - представительный орган — совет (во многих городах назывался городским собранием депутатов), состоявший из ратсгерров (во многих городах назывался городскими депутатами), избиравшихся народом по пропорциональной системе сроком на 4 года, избиравший из своего состава:
      - для подготовки своих решений комитеты (финансовый комитет и др.), каждый из которых состоял из председателя, заместителя председателя, секретаря и членов, кроме административного комитета, председателем которого был директор или главный директор города, в который также входили бургомистр и его заместители (в городах земельного подчинения — бургомистры, во многих городах земельного и районного подчинения назывались заместителями старосты городских депутатов), и который одновременно был консультативным органом при директоре.
      - для ведения своих заседаний бургомистра (в городах земельного подчинения обер-бургомистра, во многих городах районного и земельного подчинения назывался старостой городских депутатов).

    - исполнительный орган — оплачиваемый директор города (stadtdirektor) (во многих городах назывался бургомистром, в городах земельного подчинения — главный директор города, во многих городах земельного подчинения — обер-бургомистром), избиравшийся советом, при котором действовали заместители директора города (во многих городах назывались заместителями бургомистров, в городах земельного подчинения — директора города, во многих городах земельного подчинения назывались бургомистрами), первый советник города (ведал также финансами города) и советники города.
- Базовый уровень
  - Районы:
    - представительный орган — крейстаг, состоявший из членов крейстага, избиравшихся народом по пропорциональной системе сроком на 4 года, избиравший из своего состава:
      - для подготовки своих решений комитеты (финансовый комитет и др.), каждый из которых состоял из председателя, заместителя председателя, секретаря и членов;
      - для ведения заседаний ландрата (во многих районах назывался председателем крейстага);

    - исполнительный орган — первый директор района (во многих районах назывался ландратом), избиравшийся крейстагом из своего состава (Нижняя Саксония) или из лиц извне (Северный Рейн-Вестфалия), при котором действовал директор района (во многих районах назывался районным помощником)[41][42] и районный комитет в качестве консультативного органа, в который также входили ландрат и заместители ландрата (во многих районах назывались заместителями председателя крейстага), являвшийся одновременно главным комитетом крейстага, состоявший из главного директора, директора и членов;

Городским собранием представителей и назначавшимся им директором города из крупных городов управлялись Ганновер, Оснабрюк, Эмден, Целле, Люнебург, Хильдесхайм, Гёттинген, Ольденбург, Брауншвейг, Кёльн, Дюссельдорф, Эссен, Дуйсбург, Аахен, Бонн, Мюнстер, Дортмунд, Гельзенкирхен, Билефельд.

### Местное самоуправление в ранней ФРГ: Рейнланд-Пфальц, Саарланд, Баден и Вюртемберг-Гогенцоллерн
Муниципальные кодексы Рейнланд-Пфальца и Саарланда оставили практически без изменения бургомистерскую систему (были введены специализированные комитеты советов общин, советов городов и крейстагов), которая была распространена в южной части Бадена и Вюртемберга. Муниципальные кодексы Бадена и Вюртемберг-Бадена присоединили магистраты и правления городски депутатов к главным комитетам городских депутатов, должности старосты городских депутатов к должности бургомистра или обер-бургомистра (который также являлся председателем главного комитета совета города. Система органов местного самоуправления в сельских общинах осталась без изменений. Районные кодексы Рейнланд-Пфальца, Саарланда, Бадена и Вюртемберг-Гогенцоллерна оставили без изменений существовавшую ранее систему районных органов местного самоуправления.
Таким образом в этих землях установилась следующая система органов местного самоуправления:
- Общины:
  - представительный орган — совет общины или совет города, избиравшийся народом, избиравший из своего состава
    - для подготовки решений комитеты, каждый из которых состоял из председателя, заместителей председателя, секретарей и членов, кроме главного комитета председателем которого является бургомистр, он же выполнял функции президиума совета и являлся консультативным органом при бургомистре

  - исполнительный орган — бургомистр, избиравшийся советом, из своего состава (Рейнланд-Пфальц, Саарланд, Баден и Вюртемберг-Баден) или из лиц извне (Саарланд), он же являлся председателем совета[43], при бургомистре действует первый помощник (ведавший также финансами города) и несколько обычных помощников
- Районы:
  - представительный орган — крейстаг, избиравшийся народом, избиравший из своего состава:
    - для подготовки решений комитеты, каждый из которых состоял из председателя, заместителей председателя, секретаря и членов, кроме главного комитета, председателем которого являлся ландрат

  - исполнительный орган — ландрат, назначавшийся правительством земли, из числа членов крейстага (Рейнланд-Пфальц, Саарланд, Баден и Вюртемберг-Баден) или из лиц извне (Саарланд), он же являлся председателем крейстага, при нём в качестве консультативного органа действовал районный комитет, выполнявший одновременно функции главного комитета и президиума крейстага, состоявший из ландрата (при котором действовал первый районный помощник и районные помощники), первого районного помощника и членов районного комитета

Бургомистром, избиравшимся советом города, из крупных городов управлялись Кобленц, Трир, Саарбрюккен, Карлсруе, Манхейм, Ульм, Баден-Баден.
Местную государственную власть в этих землях осуществляли
- в городах районного подчинения и общинах - бургомистры;
- в городах окружного подчинения - обер-бургомистры;
- в районах - районные комитеты;
- в округах (только в части Баден-Вюртемберга и Рейнланд-Пфальце в 1968-1999 гг.) - регирунгс-президенты.

### Местное самоуправление в ранней ФРГ: Бавария и Вюртемберг-Баден
Принятые после Второй мировой войны Баварский муниципальный кодекс, Баварский районный кодекс, муниципальный и районные кодексы Баден-Вюртемберга, которые:
- переименовали коллегии общинных уполномоченных и городские комитеты в советы городов, общинные комитеты в советы общин
- создали в рамках советов городов, советов общин и крейстагов специализированные комитеты
- ввели прямые выборы бургомистров и ландратов
- присоединили должности председателя коллегии общинных уполномоченных, председателя главного комитета советов городов к должности бургомистра
- объединили магистраты и правления общинных уполномоченных к главным комитетами советов городов

Таким образом в этих землях была установлена следующая система органов местного самоуправления
- Общины:
  - представительный орган — совет общины или совет города, избиравшийся народом, избиравший из своего состава:
    - для подготовки своих решений комитеты, каждый из которых состоял из председателя, заместителей председателя, секретаря и членов, кроме главного комитета, председателем которого являлся бургомистр

  - исполнительный орган — оплачиваемый бургомистр, избиравшийся народом и являвшийся членом совета
- Районы:
  - представительный орган — крейстаг, избиравшийся народом, избиравший из своего состава:
    - для подготовки решений — комитеты, каждый из которых состоял из председателя, заместителей председателя, секретаря и членов

  - исполнительный орган — оплачиваемый ландрат избиравшийся народом и являвшийся членом крейстага, при котором в качестве консультативного органа действовал районный комитет, выполнявший одновременно функции президиума и главного комитета крейстага, состоявший из ландрата, первого районного помощника и членов

Бургомистром, избиравшимся на прямую населением из крупных городов управлялись и управляются Мюнхен, Аугсбург, Нюрнберг, Регенсбург.

### Местная государственная власть в ГДР (1952—1990)
В 1952—1953 годах земельные муниципальные и районные кодексы в восточных землях были отменены, вместе с тем были введены окружной и районный кодексы, в 1957 году объединённые в «Закон о местных органах государственной власти» установившие следующую систему органов местного самоуправления:
- Первый уровень:
  - В районах:
    - Общины (gemeinde) — представительный орган — общинное представительство (gemeindevertretung), избиравшееся народом сроком на 5 лет, избиравшее из своего состава на время сессии для ведения своих заседаний председателя общинного представительства, исполнительный орган — совет общины (rat der gemeinde), состоявший из председателя (бургомистра), заместителей председателя, секретаря и членов (советников общины), избиравшийся общинным собранием или общинным представительством (в мелких общинах — единоличный бургомистр)[45];
    - Города (stadt) — представительный орган — городское собрание депутатов (stadtverordnetenversammlung), избиравшийся народом сроком на 5 лет, избиравшее на время сессии председателя городского собрания депутатов, исполнительный орган — совет города (rat der stadt) (в Берлине — Магистрат), состоявший из председателя (в городах окружного подчинения — обер-бургомистра, в городах районного подчинения — бургомистра), заместителей бургомистра, секретаря и членов (в большинстве городов назывались советниками), избиравшийся городским собранием депутатов;

  - В городах окружного подчинения:
    - Жилые районы (wohngebiete) — представительный орган — собрание жилого района (wohngebietsversammlung), состоявший из всех избирателей жилого района, исполнительный орган — комитет жилого района (wohngebietsausschuss), избиравшийся собранием жилого района;
- Второй уровень:
  - В округах
    - Районы (landkreis) — представительный орган — крейстаг (kreistag), избиравшийся народом сроком на 5 лет, избиравший из своего состава для ведения заседаний на время сессии председателя крейстага, исполнительный орган — совет района (rat der kreis), состоявший из председателя, заместителей председателя, секретаря и членов, избиравшийся крейстагом[46];
    - Города окружного подчинения (stadtkreis) — органы местного самоуправления аналогичны органам самоуправления города района подчинения[47];

  - В Берлине
    - Городские округа (stadtbezirk) — представительный орган — собрание депутатов (stadtbezirksversammlung), избиравшийся народом сроком на 5 лет, избиравший из своего состава на время сессии председателя собрания депутатов района, исполнительный орган — совет городского округа (rat der stadtbezirk), состоявший из председателя (районного бургомистра (bezirksbuergermeister)), заместителей председателя, секретаря и членов (советников района), избиравшийся собранием городского округа[48];
- Третий уровень:
  - Округа (bezirk) — представительный орган — бециркстаг (bezirkstag), избиравшийся народом по партийным спискам сроком на 5 лет, избиравший из своего состава на время сессии для ведения своих заседаний председателя бецирстага, исполнительный орган — совет округа (rat der bezirk), состоявший из председателя, заместителей председателя, секретаря и членов, избиравшийся бециркстагом[49][50].

### Местное самоуправление в поздней ГДР (1990)
Коммунальный кодекс принятый в 1990 году упразднил советы общин, городов и районов, правления общинных представительств, собраний городских депутатов и крейстагов присоединив их к главным комитетам последних и установил следующую систему местного самоуправления:
- Первичный уровень
  - В районах
    - Общины:
      - представительный орган — общинное представительство, избиралось народом по пропорциональной системе, избиравшее из своего состава:
        - для ведения заседаний — бургомистра (в большинстве общин назывался председателем общинного представительства)
        - для ведения заседаний — комитеты, каждый из которых состоял из председателя, заместителей, председателя, секретаря и членов, кроме главного комитета председателем которого был бургомистр

      - исполнительный орган — первый помощник (в большинстве общин назывался бургомистром), избирался общинным представительством сроком на 4 года, при котором действовал помощник;

    - Города:
      - представительный орган — городское собрание депутатов, избиралось народом по пропорциональной системе, избиравший из своего состава:
        - для ведения заседаний бургомистра (в большинстве городов назывался председателем городского собрания депутатов)
        - для подготовки решений комитеты, каждый из которых состоял из председателя, заместителя председателя, секретаря и членов, кроме главного комитета председателем которого являлся бургомистр

      - исполнительный орган — первый помощник (в большинстве городов назывался бургомистром, в большинстве городов земельного подчинения — обер-бургомистром), избирался городским собранием депутатов сроком на 4 года, при котором действовал помощник;

  - В городах земельного подчинения
    - Городские районы (Ortsteil), во главе которых стоял — староста (Ortsvorsteher)
- Базовый уровень
  - В округах
    - Районы:
      - представительный орган — крейстаг, избирался народом по пропорциональной системе, избиравший из своего состава
        - для ведения заседаний ландрата (в большинстве районов назывался председателем крейстага)
        - для подготовки решений комитеты, каждый из которых состоит из председателя, заместителя председателя, секретаря и членов

      - исполнительный орган — первый помощник (в большинстве районов назывался ландратом), при котором действовали помощник (в большинстве районов назывался первым помощником) и в качестве консультативного органа действовал районный комитет, выполнявший одновременно функции президиума и главного комитета крейстага, состоявший из первого помощника, помощника и членов, избирался крейстагом сроком на 4 года;

    - Города земельного подчинения — органы местного самоуправления аналогичны органам самоуправления города района подчинения[51]

  - В Берлине
    - Городские район:
      - представительный орган — собрание городского района (Stadtbezirksversammlung), избиралось народом по пропорциональный системе;
      - исполнительный орган — управа городского район (stadtbezirksamt), состоявшее из бургомистра городского района (Stadtbezirksbürgermeister) и советников городского района (bezirksstadtrat)[52].

## Современная система органов местного самоуправления в Германии
В 1990 году в Шлезвиг-Гольштейне магистраты, общинные правления, правления городских депутатов, правления общинных представительств были упразднены и были введены прямые выборы бургомистров и ландратов, а в 1993 году прямые выборы их были введены также в Гессене (одновременно в Гессене были объединены должности заместителей бургомистра и первого советника общины или города (в сельских общинах стали называться первыми помощниками), заместителей ландрата и первого советника района в должность первого районного помощника, бургомистра города земельного подчинения и первого советника города), в 1996 году в Нижней Саксонии, в 1994 годах в Северном-Рейне-Вестфалии, Рейнланд-Пфальце и Саарланде, в те же годы в Мекленбурге-Передней Померании, Бранденбурге и Саксонии-Анхальт, в 1993 году в Саксонии и Тюрингии были упразднены должности старост городских депутатов, председателей общинных представительств и председателей крейстагов. В настоящее время в 12 из 16 земель действует бургомистрко-ландратская система, во всех случаях с прямыми выборами бургомистров и ландратов, при этом в 4 южнонемецких и 2 северонемецких землях она не существует отдельной должности председателя совета или крейстага, а в 5 северонемецких землях эта должность существует и лишь в 3 землях (Гессен, Берлин, Бремен) действует магистратско-комитетская система.
Современная система органов местного самоуправления в Гессене, Бремерхафене и Берлине
- Общины: представительный орган — общинное представительство, избирается населением, избиравшее для ведения своих заседаний председателя общинного представительства, исполнительный орган — общинное представительство, состоит из бургомистра, избираемого народом, и помощников, избираемых общинным представительством;
- Городские районы: представительный орган — совет места (ortsbeirat), избирается населением, исполнительный орган — староста места (ortsvorsteher), избирается населением и является председателем совета места;
- Города: представительный орган — городское собрание депутатов, избирается населением, избиравшее для ведения своих заседаний старосту городских депутатов, исполнительный орган — магистрат, состоит из бургомистра, избираемого народом, и советников города, избираемых городским собранием депутатов;
- Районы: представительный орган — крейстаг, избирается населением, избиравший для ведения своих заседаний председателя крейстага, исполнительный орган — районный комитет, состоит из ландрата, избираемого народом, и районных помощников, избираемых крейстагом.

Городским собранием представителей и избираемым им магистратом  управляются Франкфурт-на-Майне, Кассель, Висбаден, Фульда, Ханау, Марбург, Дармштадт, Гиссен, Оффенбах, Бремерхафен.
Современная система органов местного самоуправления в северных землях
- Общины: представительный орган — общинное представительство (в Нижней Саксонии — совет (rat), в Северном Рейн-Вестафлии и Саксонии-Анхальт совет общины), избирается населением, избирает для ведения своих заседаний председателя общинного представительства, исполнительный орган — бургомистр, избираемый населением;
- Города: представительный орган — городское собрание депутатов (в Нижней Саксонии — совет (rat), в Северном Рейн-Вестфалии и Саксонии-Анхальт совет города, в Мекленбург-Передней Померании и Шлезвиг-Гольштейне городское представительство (stadtvertretung), в Шлезвиг-Гольштейне — реже — собрание совета (ratsversammlung)), избирается населением, избирает для ведения своих заседаний старосту городских депутатов, исполнительный орган — бургомистр, избираемый населением;
- Городские районы: представительный орган — совет места (в Северном Рейне-Вестфалия — представительство района (bezirksvertretung)), избирается населением, исполнительный орган — староста места (в Северном Рейне-Вестфалия — бургомистр района (bezirksbürgermeister)), избирается населением и является председателем совета места или представительства района;
- Районы: представительный орган — крейстаг, избирается населением, избирает для ведения своих заседаний председателя крейстага, исполнительный орган — ландрат, избираемый населением.

Современная система органов местного самоуправления в Рейнланд-Пфальце и Саарланде
- Общины и города: представительный орган — совет общины или совет города, избирается населением, исполнительный орган — бургомистр, который также является председателем совета общины или города, избираемый населением, при котором действует первый помощник, назначаемый советом;
- Городские районы: представительный орган — совет места (в Саарланде — совет района (bezirksrat)), избирается населением, исполнительный орган — староста места (в Саарланде — бургомистр района (bezirksbuergermeister)), избирается населением и является председателем совета района или совета места;
- Районы: представительный орган — крейстаг, избирается населением, исполнительный орган — ландрат, который также является председателем крейстага, избираемый населением, при котором действует первый районный помощник, назначаемый крейстагом.

Современная система органов местного самоуправления в южных землях
- Общины: представительный орган — совет общин или совет города, избирается населением, исполнительный орган — бургомистр, избираемый населением, который также является председателем совета общины или города;
- Городские районы: представительный орган — комитет района (bezirksausschuss) в Баварии или совет района (bezirksbeirat) в Баден-Вюртемберге, избирается населением, исполнительный орган — староста района (bezirksvorsteher), избирается населением и является председателем комитета или совета района;
- Районы: представительный орган — крейстаг, избирается населением, исполнительный орган — ландрат, избираемый населением, которой также является председателем крейстага.

## Объединения органов местного самоуправления
- Зарегистрированная ассоциация «Немецкий Ландкрейстаг» (Deutscher Landkreistag)
  - Ландкрейстаг земли Бавария (Bayerischer Landkreistag)
  - Ландкрейстаг земли Баден-Вюртемберга (Landkreistag Baden-Württemberg)
  - Ландкрейстаг земли Бранденбург (Landkreistag Brandenburg)
  - Ландкрейстаг земли Гессен (Hessischer Landkreistag)
  - Ландкрейстаг земли Мекленбург-Передняя Померания (Landkreistag Mecklenburg-Vorpommern)
  - Ландкрейстаг земли Нижняя Саксония (Niedersächsischer Landkreistag)
  - Ландкрейстаг земли Северный Рейн-Вестфалия (Landkreistag Nordrhein-Westfalen)
  - Ландкрейстаг земли Рейнланд-Пфальц (Landkreistag Rheinland-Pfalz)
  - Ландкрейстаг земли Саарланд (Landkreistag Saarland)
  - Ландкрейстаг земли Саксония (Sächsischer Landkreistag)
  - Ландкрейстаг земли Саксония-Анхальт (Landkreistag Sachsen-Anhalt)
  - Ландкрейстаг земли Шлезвиг-Гольштейн (Schleswig-Holsteinischer Landkreistag)
  - Ландкрейстаг земли Тюрингия (Thüringischer Landkreistag)
- Немецкий Штедтетаг
  - Штедтетаг земли Бавария (Bayerischer Städtetag)
  - Штедтетаг земли Баден-Вюртемберг (Städtetag Baden-Württemberg)
  - Штедтетаг земли Гессен (Hessischer Städtetag)
  - Штедтетаг земли Нижняя Саксония (Niedersächsischer Städtetag)
  - Штедтетаг земли Северный Рейн-Вестфалия (Städtetag Nordrhein-Westfalen)
  - Штедтетаг земли Рейнланд-Пфальц (Städtetag Rheinland-Pfalz)
  - Штедтетаг земли Шлезвиг-Гольштейн (Städtetag Schleswig-Holstein)
  - Штедте- и гемайндетаг земли Саарланд (Saarländischer Städte- und Gemeindetag)
  - Штедте- и гемайндетаг земли Мекленбург-Передняя Померания (Städte- und Gemeindetag Mecklenburg-Vorpommern)
  - Лига городов и общин земли Бранденбург (Städte- und Gemeindebund Brandenburg)
  - Лига городов и общин земли Саксония-Анхальт (Städte- und Gemeindebund Sachsen-Anhalt)
  - Штедте- и гемайндетаг земли Саксония (Sächsischer Städte- und Gemeindetag)
  - Лига городов и общин земли Тюрингия (Gemeinde- und Städtebund Thüringen)
- Зарегистрированная ассоциация «Лига немецких городов и общин» (Deutscher Städte- und Gemeindebund)
  - Гемайндетаг земли Бавария (Bayerischer Gemeindetag)
  - Гемайндетаг земли Баден-Вюртемберг (Gemeindetag Baden-Württemberg)
  - Лига городов и общин земли Гессен (Hessischer Städte- und Gemeindebund)
  - Лига городов и общин земли Нижняя Саксония (Niedersächsischer Städte- und Gemeindebund)
  - Лига городов и общин земли Северный Рейн-Вестфалия (Städte- und Gemeindebund Nordrhein-Westfalen)
  - Лига городов и общин земли Рейнланд-Пфальц (Gemeinde- und Städtebund Rheinland-Pfalz)
  - Гемайндетаг земли Шлезвиг-Гольштейн (Schleswig-Holsteiniscinher Gemedetag)
  - Штедте- и гемайндетаг земли Саарланд (Saarländischer Städte- und Gemeindetag)
  - Штадт- и гемайндетаг земли Мекленбург-Передняя Померания (Städte- und Gemeindetag Mecklenburg-Vorpommern)
  - Лига общин и городов земли Бранденбург (Städte- und Gemeindebund Brandenburg)
  - Штадт- и гемайндетаг земли Саксония (Sächsischer Städte- und Gemeindetag)
  - Лига общин и городов земли Саксония-Анхальт (Städte- und Gemeindebund Sachsen-Anhalt)
  - Лига общин и городов земли Тюрингия (Gemeinde- und Städtebund Thüringen)